# Anton Lada
Anton Lada (Praga,  1890 - Santa Mónica (California), 28 de agosto de 1944) fue un baterista estadounidense de jazz tradicional.

## Historial
Es conocido por ser el director de los "Louisiana Five", una banda de dixieland creada en 1915, aunque algunos autores sitúan su creación en 1919. Tampoco hay concordancia entre los distintos autores sobre el carácter de la banda, pues mientras Ortiz Orderigo indica que actuaron con frecuencia en Nueva York en sus primeros años, Clayton y Gammond la consideran una banda exclusivamente para grabaciones; en cualquier caso, coinciden en que nunca tocaron en Nueva Orleans.
La banda estaba integrada por su director más músicos como Yellow Nuñez (clarinete), Charles Panelli (trombón), Joe Calway (piano) y Karl Berger (banjo), no contando con trompetista estable. Entre 1917 y 1923 graban una gran cantidad de discos, para sellos como Columbia Records, Victor Records, Okeh y otros.
Después de varios años fuera de los circuitos, Lada se instaló en Hollywood en 1941, dedicándose a componer música para películas durante los últimos tres años de su vida.